# Martín Caballero (futbolista)
Diego Martín Caballero es un futbolista uruguayo. Juega como defensor. Actualmente juega en el Girona Futbol Club de la Segunda División de España.

## Trayectoria

### Nueva Chicago
Caballero es un futbolista surgido de las divisiones inferiores del Club Atlético Nueva Chicago . Desde que arribó a Argentina, él hizo del fútbol parte de su vida; trabajaba como director técnico de chicos de categorías 2003 y 2006 de Baby fútbol de Nueva Chicago.
Debutó en la temporada 2011-12. ascendió a la Primera B Nacional, debutando contra Sarmiento de Junín . En ese partido Chicago presentó un equipo de juveniles ya que Sarmiento ya había ascendido y el conjunto de Mataderos estaba clasificado al Torneo Reducido. El partido terminó 1 a 1. Luego del partido, la comisión directiva decidió firmarle su primer contrato profesional a él y a otros juveniles.
En la temporada 2012-13, Caballero disputó su primer encuentro ingresando en el segundo tiempo en lugar de Agustín Farías contra Huracán, completando una buena tarea en el mediocampo verdinegro. Jugó varios partidos más, teniendo mayor continuidad con la llegada del técnico Ángel Bernuncio. Luego al tener en la dirección técnica a René Kloker (asume como interino tras la ida de Bernuncio) siguió teniendo continuidad en el torneo.
En el Campeonato de la Primera B 2013-14, con el mando de Mario Finarolli logró ganarse el puesto nuevamente, tuvo continuidad y de poco volvió a tener un buen nivel. Logró conseguir su segundo ascenso como profesional y salir campeón el 17 de mayo de 2014 con la conducción técnica de Pablo Guede. Jugó 24 partidos a lo largo de la temporada, siendo una constante pieza de recambio tanto en la defensa como en el mediocampo.
Al ascender a la Primera B Nacional, su equipo disputaría el Torneo de Transición, en el cual 10 equipos logarían el ascenso a la Primera División de Argentina. Caballero disputó 6 partidos a lo largo de todo el campeonato y su equipo fue uno de los clubes que ascendieran.
El viernes 23 de enero de 2015, Nueva Chicago visitó en Ecuador al Deportivo Cuenca en lo que fue la Noche Colorada, donde este equipo presenta año a año a sus refuerzos de cara al inicio de la respectiva temporada. Éste fue el primer partido internacional en la historia de Nueva Chicago, y él  fue titular y capitán del equipo en el empate final 1 a 1. Unos días más tarde, volvió a ser el capitán en lo que fue el segundo partido por la gira en Ecuador, esta vez frente a Liga de Loja de ese mismo país.
Su última temporada en Nueva Chicago le dio la gran experiencia de jugar en la Primera División de Argentina, aunque viendo poca continuidad. Disputó 12 partidos sin convertir goles. No fue tenido en cuenta por el entrenador Rubén Forestello, por lo que la dirigencia del club intentó transferirlo.
Diego Martín Caballero cosechó a lo largo de 3 años, 3 títulos con el club en el que debutó: ascenso a Primera B Nacional, campeón B Metropolitana, ascenso Primera División.

## Clubes
| Club               | País      | Año           |
| ------------------ | --------- | ------------- |
| Nueva Chicago      | Argentina | 2011-2015     |
| Girona Futbol Club | España    | 2016-presente |

## Estadísticas
| Club                                                                  | Temporada               | Liga  | Liga  | Copa Nac.1 | Copa Nac.1 | Copa Inter. | Copa Inter. | Total | Total |   |
| Club                                                                  | Temporada               | Part. | Goles | Part.      | Goles      | Part.       | Goles       | Part. | Goles |   |
| --------------------------------------------------------------------- | ----------------------- | ----- | ----- | ---------- | ---------- | ----------- | ----------- | ----- | ----- | - |
| Nueva Chicago Argentina                                               | 2011/12                 | 1     | 0     | -          | -          | -           | -           | 1     | 0     |   |
| Nueva Chicago Argentina                                               | 2012/13                 | 16    | 0     | -          | -          | -           | -           | 16    | 0     |   |
| Nueva Chicago Argentina                                               | 2013/14                 | 24    | 0     | -          | -          | -           | -           | 24    | 0     |   |
| Nueva Chicago Argentina                                               | 2014/15                 | 12    | 0     | -          | -          | -           | -           | 12    | 0     |   |
| Nueva Chicago Argentina                                               | Total Chicago           | 53    | 0     | -          | -          | -           | -           | 53    | 0     |   |
| Nueva Chicago Argentina                                               | Nueva Chicago Argentina | 2015  | 0     | 0          | -          | -           | -           | -     | 0     | 0 |
| Total en su carrera                                                   | Total en su carrera     | 53    | 0     | -          | -          | -           | -           | 53    | 0     |   |
| Última actualización: Atlético de Rafaela vs. Nueva Chicago, 07.06.15 |                         |       |       |            |            |             |             |       |       |   |

## Palmarés
| Club          | Campeonato                 | País      | Año         |
| ------------- | -------------------------- | --------- | ----------- |
| Nueva Chicago | Ascenso a B Nacional       | Argentina | 2011 - 2012 |
| Nueva Chicago | Campeón B Metropolitana    | Argentina | 2013 - 2014 |
| Nueva Chicago | Ascenso a Primera División | Argentina | 2014        |